# Gut Stockhausen (Lübbecke)

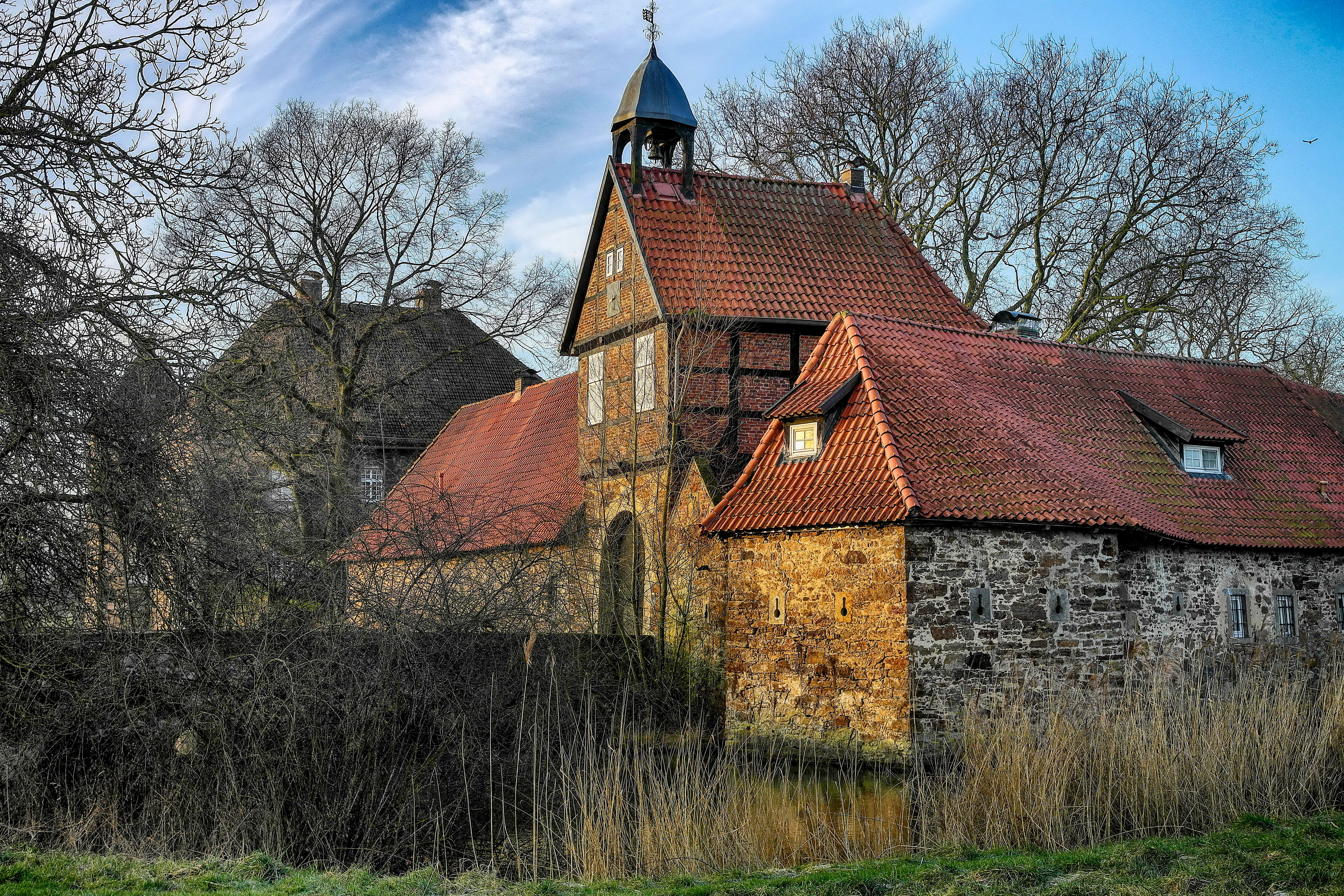
Torhaus von 1672, im Hintergrund das Herrenhaus

Das Gut Stockhausen, auch Burg Stockhausen oder Haus Stockhausen genannt,  ist eine Wasserburg am südwestlichen Rand der Lübbecker Ortschaft Stockhausen. Ihre Anfänge sind nicht genau bekannt, reichen jedoch mindestens in das 14. Jahrhundert zurück. Da sich die Anlage in Privatbesitz befindet, ist sie nur von außen zu besichtigen.

## Beschreibung

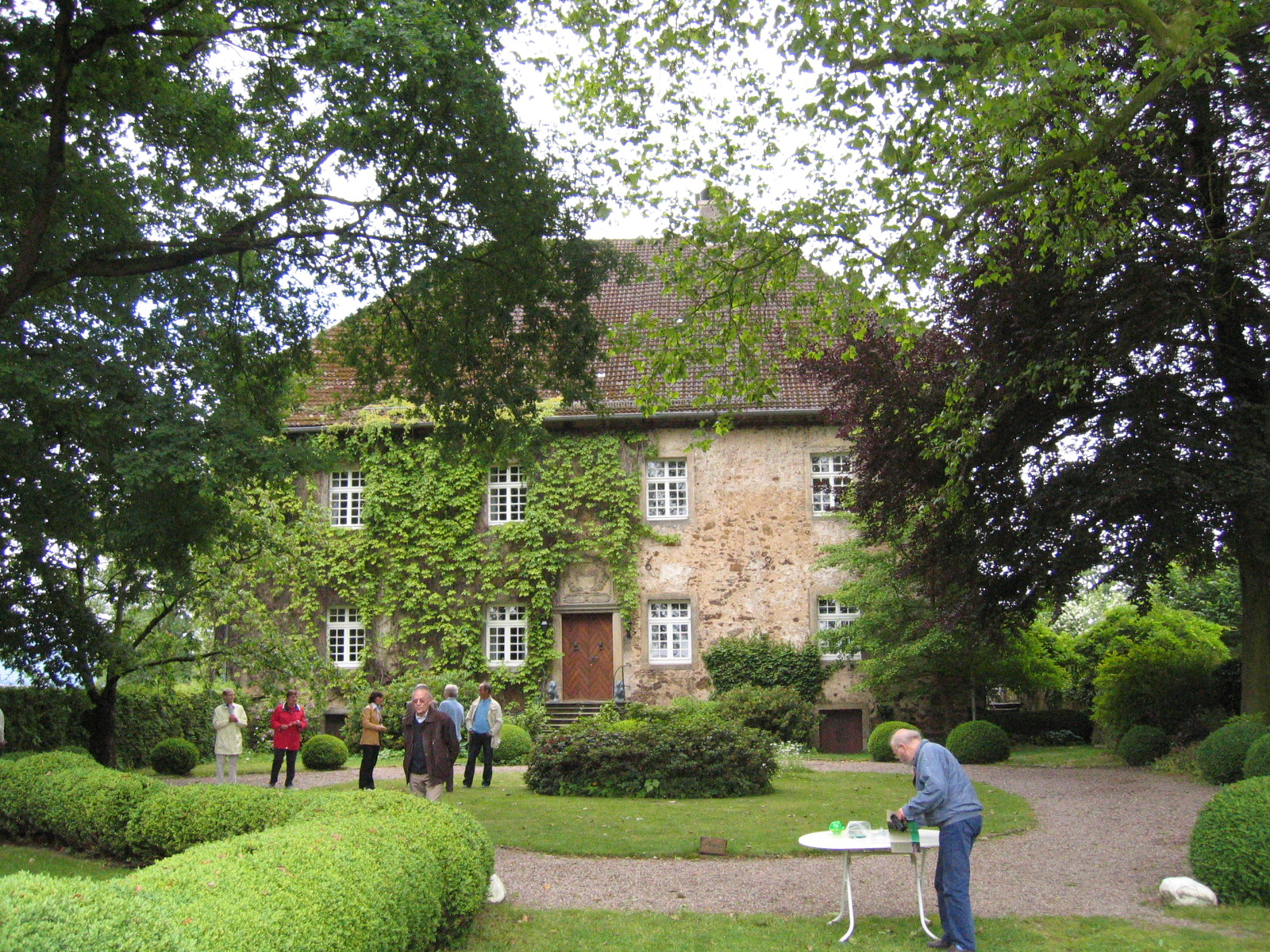
Herrenhaus

Die Burganlage ist von einer Gräfte umgeben und besteht aus in einem Herrenhaus an der Südostecke des Areals, einem Torbau mit sich anschließendem Kutscherhaus und Pferdestall sowie zwei Scheunen und einem Taubenturm. Zur Anlage gehören Ländereien, die etwa zwei Hektar groß sind.
Das zweigeschossige Herrenhaus aus Bruchstein mit einem quadratischen Eckturm an der südöstlichen Ecke besitzt ein abschließendes Halbwalmdach und ist durch Fenster in vier Achsen gegliedert. Eine kleine Freitreppe führt zum Portal, über dem ein Wappenstein mit der Jahreszahl 1699 das Baujahr wiedergibt. Das Gebäude wurde Ende des 17. Jahrhunderts unter Einbezug schon vorhandener Bausubstanz errichtet, denn es enthält auch ältere Bauteile.
Das Torhaus aus dem Jahr 1672, zu dem eine steinerne Rundbogenbrücke führt, ist ein zweistöckiges Gebäude aus Bruchstein mit einem Fachwerk-Obergeschoss aus Ziegelsteinen und abschließendem Satteldach mit Dachreiter und Wetterfahne. Ihm schließen sich das sogenannte Kutscherhaus und ein ehemaliger Pferdestall an, die beide einstöckig sind.
Es wird vermutet, dass zu dem Gut früher ein Barockgarten gehörte, von dem heute nichts mehr erhalten ist. Lediglich eine Kastanienallee westlich der Anlage ist noch erhalten, an deren nördlichem Ende ein kleiner Friedhof mit etwa 20 Gräbern liegt. Dieser war die Erbbegräbnisstätte der Besitzerfamilie von der Recke und wurde vermutlich Ende des 18. Jahrhunderts angelegt.

## Geschichte

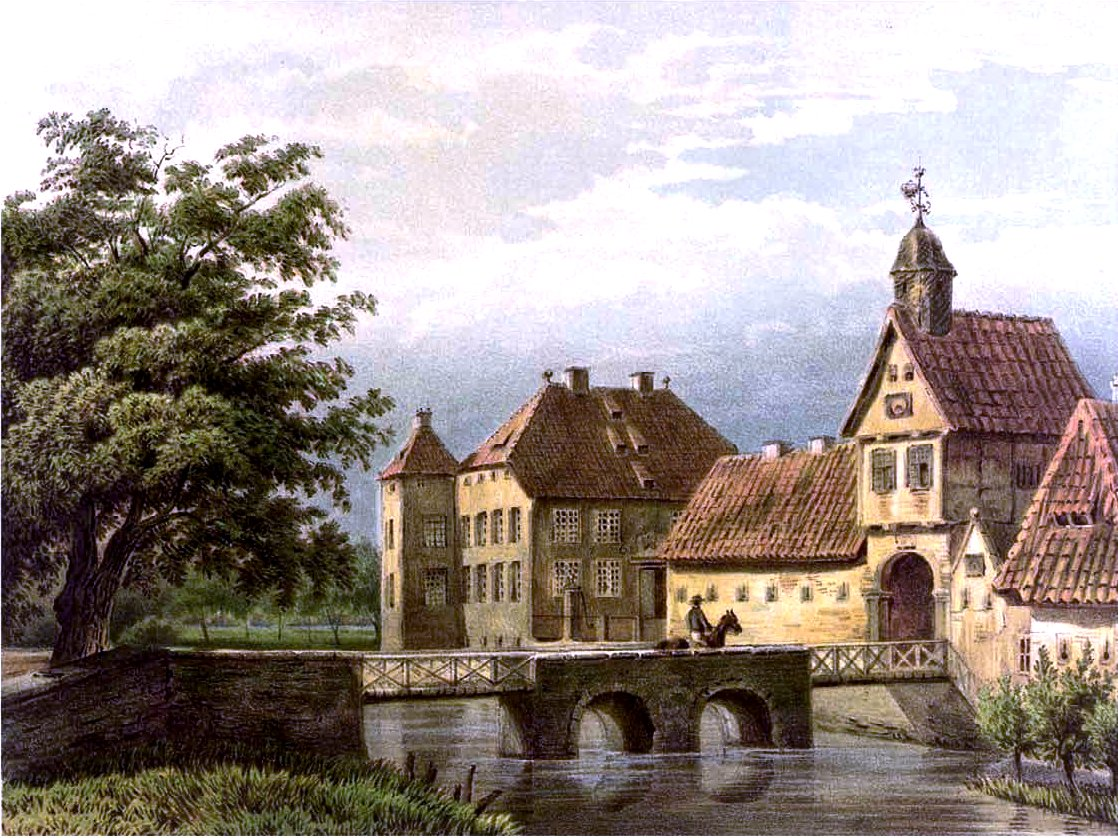
Gut Stockhausen um 1866/67. Sammlung Alexander Duncker

Wann die Anlage erbaut wurde, ist bisher nicht bekannt. Ihre Anfänge reichen jedoch mindestens in das 14. Jahrhundert zurück, denn zu jener Zeit war die Burg im Besitz der Familie Kyllfois, ehe sie 1411 an die Ritter von Westorp kam. Die Erbtochter Anna Margaretha von Westorp brachte die Burg im ersten Viertel des 17. Jahrhunderts in die Ehe mit Dietrich von der Recke. Es folgten als Erben Wilhelm Christian von der Recke (1707–1764) als Grundherr auf Stockhausen und Lübbecke und seine Ehefrau Sophie Dorothea Friederike von Rochow (1721–1757), dann deren Sohn, der Politiker Eberhard von der Recke, liiert mit (Lisette) Freiin von Vincke. Stockhausen wurde zum Familienfideikommiss bestimmt und die Familie führte seit 1897 in Preußen den Freiherrentitel. Der direkte Nachfahre Karl von der Recke übernahm die Begüterung. Aus seiner Ehe mit Luise Gräfin von Gronsfeld-Diepenbroick zu Limpurg-Sontheim stammte der Nachbesitzer Wilhelm Freiherr von der Reck-Stockhausen. Sohn Karl von der Recke-Stockhausen (1903–1945) starb in Gefangenschaft und so bekam im Minorat der spätere Landwirt Friedrich-Wilhelm von der Recke den Besitz Stockhausen.  
Die Nachfahren der Familie veräußerten das Gut 1979 an Hans Werner Schürmann.

## Söhne und Töchter (Auswahl)
- Eberhard von der Recke (1744–1816), preußischer Minister, Politiker und Zivilgouverneur von Sachsen